# Ratusz w Szczebrzeszynie
Ratusz w Szczebrzeszynie – zabytkowy budynek, mieszczący się na rynku (pl. T. Kościuszki) w Szczebrzeszynie, w województwie lubelskim, siedziba władz miejskich.
Szczebrzeszyński ratusz powstał w 1840 roku. Wybudowany został na planie czworokąta. Posiada dwie kondygnacje. Nakryty jest czterospadowym dachem. W czasie zaborów był siedzibą władz miejskich. Od 1916, po ustąpieniu wojsk rosyjskich był siedzibą komisarza mianowanego przez Austriaków. Obecnie jest siedzibą Urzędu Miasta. Położony jest pośrodku czworokątnego rynku (placu T. Kościuszki). W budynku ratusza mieści się także Muzeum Starych Zegarów.